# دواندا وایز
دواندا وایز (زاده ۳۰ مهٔ ۱۹۸۴) بازیگر آمریکایی است. اولین حضور نمایشی او در سریال کمدی درام او باید داشته باشد اسپایک لی محصول نتفلیکس بین سال‌های ۲۰۱۷ تا ۲۰۱۹ بود.

## سنین جوانی و تحصیل
وایز مریلند متولد شد و در وودلاون، لورل و بالتیمور بزرگ شد. او بازیگری را در سال دوم راهنمایی در دبیرستان آتولتون آغاز کرد. در سال ۲۰۰۶، وی از دانشکده هنر دانشگاه نیویورک با مدرک لیسانس در هنرهای زیبا در نمایش و مطالعات شهری فارغ‌التحصیل شد و در آنجا با جینا رودریگز دوست شد.

## زندگی شخصی
وایز پس از سه ماه دوستی در سال ۲۰۰۹ با آلانو میلر بازیگر ازدواج کرد. ویز وگان است. او در پاسادنا، کالیفرنیا زندگی می‌کند.

## فیلم‌شناسی

### فیلم
| سال  | عنوان                                    | نقش                | یادداشت     |
| ---- | ---------------------------------------- | ------------------ | ----------- |
| ۲۰۰۶ | قدرت‌های فوق‌العاده                        | خانم الیوت         | فیلم کوتاه  |
| ۲۰۰۶ | کی تماس گرفته                            | وال                | فیلم کوتاه  |
| ۲۰۰۷ | منفور                                    | مایک               | فیلم کوتاه  |
| ۲۰۰۷ | چرخیدن به کره                            | کلودیا تامپسون     |             |
| ۲۰۰۷ | Soul Mates                               | روان               |             |
| ۲۰۰۷ | خراشنده غنیمت آفریقایی                   | ایساتو             | فیلم کوتاه  |
| ۲۰۰۷ | بخار                                     | لین                |             |
| ۲۰۰۹ | گرانبها                                  | میریام             | فاقد اعتبار |
| ۲۰۰۹ | ما: یک داستان عاشقانه                    | زن دزد             | فیلم کوتاه  |
| ۲۰۰۹ | فراتر از کلمات                           | پیج                | فیلم کوتاه  |
| ۲۰۱۰ | قطار - تعلیم دادن                        |                    | فیلم کوتاه  |
| ۲۰۱۰ | پور هدف، مصاحبه                          | سیل                | فیلم کوتاه  |
| ۲۰۱۱ | پیاده‌روی در پارک                         |                    | فیلم کوتاه  |
| ۲۰۱۱ | سیگار کشیدن / عدم استعمال سیگار          | خبرنگار            |             |
| ۲۰۱۱ | نظریه قو سیاه                            |                    | فیلم کوتاه  |
| ۲۰۱۲ | فریسک                                    | G                  | فیلم کوتاه  |
| ۲۰۱۵ | سر انگشت                                 | شارلوت             |             |
| ۲۰۱۶ | چگونه به شما بگوییم که یک کیف دوشی هستید | روشل مارسی         |             |
| ۲۰۱۸ | آخر هفته                                 | مارگو جانسون       |             |
| ۲۰۱۹ | یک شخص عالی                              | ارین کندی          |             |
| ۲۰۲۱ | پدر بودن                                 | لیزی معروف به سوان |             |
| ۲۰۲۲ | دنیای ژوراسیک: سلطه                      |                    |             |
| ۲۰۲۳ | پولمن                                    |                    |             |

### تلویزیون
| سال       | عنوان                           | نقش               | یادداشت                         |
| --------- | ------------------------------- | ----------------- | ------------------------------- |
| ۲۰۰۷      | قانون و نظم: قصد جنایی          | آنجلا             | قسمت: "نمایشگاه جهانی"          |
| ۲۰۰۸      | یک زندگی برای زندگی             | جولیانا           | قسمت: "Jumpin 'Jehosophat"      |
| ۲۰۰۹      | غیرمعمول                        | پرستار            | قسمت: "42" (S01E05)             |
| ۲۰۱۱      | همسر خوب                        | جنی سالرنو        | قسمت: "شکستن"                   |
| ۲۰۱۱      | قانون و نظم: واحد ویژه قربانیان | لیکیشا واتکینز    | قسمت: "کثیف"                    |
| ۲۰۱۱      | سریال‌ها را نشان می‌دهد           | کیشا / کارن       |                                 |
| ۲۰۱۱      | امپراتوری پیاده‌روی              | هنی واکر          | قسمت: "زنبور عسل چه کار می‌کند؟" |
| ۲۰۱۲      | چراغ روشن                       | تری آسان          | فیلم تلویزیونی                  |
| ۲۰۱۴      | روانشناس                        | تانیا دین         | قسمت: "پرنده آبی"               |
| ۲۰۱۵      | مرتب کردن بر اساس چیز من        | آندره             | دو قسمت                         |
| ۲۰۱۷      | زیرزمینی                        | کلارا             | ۵ قسمت                          |
| ۲۰۱۷      | عکسهای خاموش                    | Shameeka Campbell | بازیگران اصلی، ۱۰ قسمت          |
| ۲۰۱۷–۲۰۱۹ | او باید آن را داشته باشد        | نولا عزیزم        | بازیگران اصلی، ۱۹ قسمت          |
| ۲۰۱۹      | منطقه گرگ و میش                 | الکسا برندت       | قسمت: "شش درجه آزادی"           |